# Albert Natalis
Albert Natalis (* 15. August 1831 in Braunschweig; † 19. September 1904 ebenda; vollständiger Name: Albert Julius Maria Clemens Natalis) war ein deutscher Kaufmann und Unternehmer.

## Familie
Sein Vater Friedrich Eduard August Natalis war herzoglich braunschweigischer Haushofmeister. Sein Großvater Carl war 1795 als französischer Emigrant aus Verdun im Gefolge von Herzog Karl Wilhelm Ferdinand nach Braunschweig gekommen und betrieb seit 1799 das Hotel de Prusse am Damm. Seine Söhne, Hugo (1860–1924) und Friedrich (1864–1935), wurden Elektrotechniker. Albert Natalis wohnte zuletzt in einer Villa in der Parkstraße 8.

## Unternehmer
Nachdem er mehrere Jahre in Frankreich, Italien und Russland als Großhandelskaufmann tätig war, kehrte er 1858 nach Braunschweig zurück, heiratete und trat in die Kurzwarengroßhandlung seines Schwiegervaters Ferdinand Meyer ein.
Um 1860 begann Natalis mit dem Vertrieb US-amerikanischer Nähmaschinen, ab 1864 begann er jedoch selbst derartige Maschinen in Braunschweig herzustellen. Dazu gründete er 1866 die Nähmaschinengroßhandlungen Albert Natalis & Co.

### Grimme, Natalis & Co.

GNC-Werbung von 1905

Es gelang ihm, Carl Grimme als technischen Leiter zu gewinnen. Zusammen mit ihm, Ferdinand Borchers und C. A. Merkel gründete er 1871 die Kommanditgesellschaft auf Aktien Grimme, Natalis & Co. (GNC), die späteren Brunsviga Maschinenwerke. Zunächst wurden weiter Nähmaschinen jeder Art und Größe produziert, wobei man auf eine eigene Eisengießerei zurückgreifen konnte. Sie war eingerichtet worden, um von Zulieferern unabhängig zu sein. In ihr wurden u. a. auch Klavierrahmen für die ortsansässigen Klavierbauer produziert. Darüber hinaus war es möglich, mittels eines Patentes von Betriebsdirektor Franz Trinks Eisenkunstgussgegenstände zu produzieren. 1870/1872 hielt Grimme zusammen mit Isidor Nasch aus Braunschweig ein weiteres Patent, diesmal auf eine Vorrichtung an Nähmaschinen zur Erzeugung von überwendlichem und Knopflochnähen mittelst einer einzigen Nadel. In den 1890er Jahren wurde die Produktion auf Rechenmaschinen umgestellt.

### Verein Deutscher Ingenieure und Braunschweiger Baugenossenschaft
1883 gehörte Albert Natalis zu den Gründungsmitgliedern des Braunschweigischen Bezirksvereins des Vereins Deutscher Ingenieure (VDI), 1887 gründete er die noch heute existierende Braunschweiger Baugenossenschaft (BBG) mit und war bis 1901 ihr Vorsitzender.